# Каржеј (Мехединци)
Каржеј (рум. Cârjei) насеље је у Румунији у жупанији Мехединци у општини Хинова. Место се налази на надморској висини од 253 m.

## Демографија
Каржеј је најмање насеље у општини Хинова. Према попису из 2011. године у селу је живео 21 становник што је за 18 (46,15%) мање у односу на 2002. када је на попису било 39 становника.
| Етнички састав према попису из 2011.‍ | Етнички састав према попису из 2011.‍ | Етнички састав према попису из 2011.‍ | Етнички састав према попису из 2011.‍ | Етнички састав према попису из 2011.‍ |
| ------------------------------------ | ------------------------------------ | ------------------------------------ | ------------------------------------ | ------------------------------------ |
|                                      |                                      |                                      |                                      |                                      |
| Румуни                               | Румуни                               |                                      | 20                                   | 95,24%                               |
| Непознато                            | Непознато                            |                                      | 1                                    | 4,76%                                |